# Молодіжний чемпіонат Європи з футболу 2027 (кваліфікація)
Кваліфікаційний етап молодіжного чемпіонату Європи з футболу 2027 — відбірний етап чемпіонату Європи, що стартував 5 червня 2025 та фінішує 6 жовтня 2026.
Молодіжні збірні Албанії та Сербії, як господарі змагань, автоматично кваліфікувалися на молодіжний ЧЄ-2027. Крім них, решта 51 національні збірні УЄФА беруть участь у відбірковому турнірі.
У турнірі мають право грати футболісти, народжені не раніше 1 січня 2004 року.
Дві команди не беруть участі в цьому турнірі: Росія була відсторонена 28 лютого 2022 року ФІФА та УЄФА від усіх змагань через вторгнення в Україну, тоді як команда Ліхтенштейну була тимчасово розпущена на підставі рішення, оголошеного 5 жовтня 2022 року.

## Формат
Відбіркові змагання складаються з двох етапів:
- Кваліфікаційний груповий етап: 51 команди розбиті на дев’ять груп: шість груп по шість команд і три групи по п’ять команд. Кожна група грає за круговою системою вдома та на виїзді. Дев’ять переможців груп і три найкращі зі збірних, що посіли другі місця (не враховуючи результати проти команди, яка посідає шосте місце) безпосередньо кваліфікуються до фінального турніру. Решта шість інших виходять у плей-оф.
- Плей-оф: шість команд розподіляються жеребом на три пари, які у двоматчевому протистоянні визначать три останні команди, що пройшли кваліфікацію.

## Регламент
У випадку рівної кількості очок у кількох команд, місця цих команд визначаються за такими правилами:
- кількість очок, набраних у матчах між цими командами,
- різниця забитих голів у матчах цих команд,
- голи, забиті в матчах цих команд,
- голи на виїзді, забиті в матчах цих команд,

Якщо більше двох команд мають однакову кількість очок, й після застосування вищезазначених правил принаймні дві команди все ще мають однакові показники, вищезазначені правила знову застосовуються лише до відповідних команд. Якщо це не є вирішальним, і обидві команди все ще мають однакові показники, застосовуються наведені нижче правила:
- різниця м'ячів у всіх матчах групи,
- кількість забитих голів у всіх матчах групи,
- кількість забитих голів у всіх виїзних матчах,
- кількість виграних матчів на груповому етапі,
- кількість виїзних матчів, виграних на груповому етапі,
- кількість індивідуальних покарань у всіх матчах (1 очко за жовту картку, 3 очки за червону картку та за дві жовті),
- місце в рейтингу УЄФА.

## Календар
| Етап                          | Дата жеребкування | Міжнародні дати ФІФА                 |
| ----------------------------- | ----------------- | ------------------------------------ |
| Кваліфікаційний груповий етап | 6 лютого 2025     | 1 тур (5–10 червня 2025)             |
| Кваліфікаційний груповий етап | 6 лютого 2025     | 2 тур (4–5 вересня 2025)             |
| Кваліфікаційний груповий етап | 6 лютого 2025     | 3 тур (8–9 вересня 2025)             |
| Кваліфікаційний груповий етап | 6 лютого 2025     | 4 тур (9–10 жовтня 2025)             |
| Кваліфікаційний груповий етап | 6 лютого 2025     | 5 тур (13–14 жовтня 2025)            |
| Кваліфікаційний груповий етап | 6 лютого 2025     | 6 тур (13–15 листопада 2025)         |
| Кваліфікаційний груповий етап | 6 лютого 2025     | 7 тур (17–18 листопада 2025)         |
| Кваліфікаційний груповий етап | 6 лютого 2025     | 8 тур (26–27 березня 2026)           |
| Кваліфікаційний груповий етап | 6 лютого 2025     | 9 тур (30–31 березня 2026)           |
| Кваліфікаційний груповий етап | 6 лютого 2025     | 10 тур (24–26 вересня 2026)          |
| Кваліфікаційний груповий етап | 6 лютого 2025     | 11 тур (28 вересня – 1 жовтня 2026)  |
| Кваліфікаційний груповий етап | 6 лютого 2025     | 12 тур (5–6 жовтня 2026)             |
| Плей-оф                       | TBA               | 1-а та 2-а гра (9–17 листопада 2026) |

## Жеребкування
Господарі фінального турніру кваліфікувалися автоматично. Решту команд було розбито на шість кошиків згідно з рейтингом, заробленим у ході виступів на останніх трьох чемпіонатах Європи (у тому числі й у відбіркових турнірах).
| Збірна  |
| ------- |
| Албанія |
| Сербія  |

| Збірна     |
| ---------- |
| Іспанія    |
| Англія     |
| Португалія |
| Нідерланди |
| Німеччина  |
| Франція    |
| Україна    |
| Італія     |
| Данія      |

| Збірна    |
| --------- |
| Румунія   |
| Швейцарія |
| Хорватія  |
| Чехія     |
| Польща    |
| Норвегія  |
| Бельгія   |
| Грузія    |
| Ірландія  |

| Збірна     |
| ---------- |
| Словенія   |
| Фінляндія  |
| Швеція     |
| Австрія    |
| Словаччина |
| Греція     |
| Ісландія   |
| Угорщина   |
| Болгарія   |

| Збірна             |
| ------------------ |
| Шотландія          |
| Уельс              |
| Ізраїль            |
| Північна Македонія |
| Туреччина          |
| Косово             |
| Північна Ірландія  |
| Фарерські острови  |
| Молдова            |

| Збірна               |
| -------------------- |
| Білорусь             |
| Чорногорія           |
| Боснія і Герцеговина |
| Кіпр                 |
| Латвія               |
| Литва                |
| Казахстан            |
| Азербайджан          |
| Люксембург           |

| Збірна     |
| ---------- |
| Естонія    |
| Мальта     |
| Вірменія   |
| Андорра    |
| Гібралтар  |
| Сан-Марино |

Кожна група складається по одній команді з кошиків A–F (кошики A–E для групи з п’яти команд). На підставі рішень Виконавчого комітету УЄФА, наступні команди не можуть потрапити в одну групу:
- Білорусь та Україна
- Вірменія та Азербайджан
- Гібралтар та Іспанія
- Косово та Боснія і Герцеговина

## Груповий етап

### Група A
| Поз | Команда    | І | В | Н | П | ГЗ | ГП | РГ | О | Кваліфікація     |  |   |   |   |   |   |  |
| --- | ---------- | - | - | - | - | -- | -- | -- | - | ---------------- |  | - | - | - | - | - |  |
| 1   | Іспанія    | 0 | 0 | 0 | 0 | 0  | 0  | 0  | 0 | Фінальний турнір |  | — |   |   |   |   |  |
| 2   | Румунія    | 0 | 0 | 0 | 0 | 0  | 0  | 0  | 0 | Плей-оф          |  |   | — |   |   |   |  |
| 3   | Фінляндія  | 0 | 0 | 0 | 0 | 0  | 0  | 0  | 0 |                  |  |   |   | — |   |   |  |
| 4   | Косово     | 0 | 0 | 0 | 0 | 0  | 0  | 0  | 0 |                  |  |   |   | — |   |   |  |
| 5   | Кіпр       | 0 | 0 | 0 | 0 | 0  | 0  | 0  | 0 |                  |  |   |   |   | — |   |  |
| 6   | Сан-Марино | 0 | 0 | 0 | 0 | 0  | 0  | 0  | 0 |                  |  |   |   |   |   | — |  |

### Група B
| Поз | Команда     | І | В | Н | П | ГЗ | ГП | РГ | О | Кваліфікація     |  |   |   |   |   |   |  |
| --- | ----------- | - | - | - | - | -- | -- | -- | - | ---------------- |  | - | - | - | - | - |  |
| 1   | Португалія  | 0 | 0 | 0 | 0 | 0  | 0  | 0  | 0 | Фінальний турнір |  | — |   |   |   |   |  |
| 2   | Чехія       | 0 | 0 | 0 | 0 | 0  | 0  | 0  | 0 | Плей-оф          |  |   | — |   |   |   |  |
| 3   | Болгарія    | 0 | 0 | 0 | 0 | 0  | 0  | 0  | 0 |                  |  |   |   | — |   |   |  |
| 4   | Шотландія   | 0 | 0 | 0 | 0 | 0  | 0  | 0  | 0 |                  |  |   |   | — |   |   |  |
| 5   | Азербайджан | 0 | 0 | 0 | 0 | 0  | 0  | 0  | 0 |                  |  |   |   |   | — |   |  |
| 6   | Гібралтар   | 0 | 0 | 0 | 0 | 0  | 0  | 0  | 0 |                  |  |   |   |   |   | — |  |

### Група C
| Поз | Команда           | І | В | Н | П | ГЗ | ГП | РГ | О | Кваліфікація     |  |   |   |   |   |   |     |
| --- | ----------------- | - | - | - | - | -- | -- | -- | - | ---------------- |  | - | - | - | - | - | --- |
| 1   | Фарерські острови | 1 | 1 | 0 | 0 | 2  | 1  | +1 | 3 | Фінальний турнір |  | — |   |   |   |   | 2–1 |
| 2   | Франція           | 0 | 0 | 0 | 0 | 0  | 0  | 0  | 0 | Плей-оф          |  |   | — |   |   |   |     |
| 3   | Швейцарія         | 0 | 0 | 0 | 0 | 0  | 0  | 0  | 0 |                  |  |   |   | — |   |   |     |
| 4   | Ісландія          | 0 | 0 | 0 | 0 | 0  | 0  | 0  | 0 |                  |  |   |   | — |   |   |     |
| 5   | Люксембург        | 0 | 0 | 0 | 0 | 0  | 0  | 0  | 0 |                  |  |   |   |   | — |   |     |
| 6   | Естонія           | 1 | 0 | 0 | 1 | 1  | 2  | −1 | 0 |                  |  |   |   |   |   | — |     |

### Група D
| Поз | Команда    | І | В | Н | П | ГЗ | ГП | РГ | О | Кваліфікація     |  |   |   |   |   |   |     |
| --- | ---------- | - | - | - | - | -- | -- | -- | - | ---------------- |  | - | - | - | - | - | --- |
| 1   | Молдова    | 1 | 1 | 0 | 0 | 3  | 0  | +3 | 3 | Фінальний турнір |  | — |   |   |   |   | 3–0 |
| 2   | Казахстан  | 1 | 1 | 0 | 0 | 1  | 0  | +1 | 3 | Плей-оф          |  |   | — |   |   |   | 1–0 |
| 3   | Англія     | 0 | 0 | 0 | 0 | 0  | 0  | 0  | 0 |                  |  |   |   | — |   |   |     |
| 4   | Ірландія   | 0 | 0 | 0 | 0 | 0  | 0  | 0  | 0 |                  |  |   |   | — |   |   |     |
| 5   | Словаччина | 0 | 0 | 0 | 0 | 0  | 0  | 0  | 0 |                  |  |   |   |   | — |   |     |
| 6   | Андорра    | 2 | 0 | 0 | 2 | 0  | 4  | −4 | 0 |                  |  |   |   |   |   | — |     |

### Група E
| Поз | Команда            | І | В | Н | П | ГЗ | ГП | РГ | О | Кваліфікація     |  |   |   |   |   |   |  |
| --- | ------------------ | - | - | - | - | -- | -- | -- | - | ---------------- |  | - | - | - | - | - |  |
| 1   | Італія             | 0 | 0 | 0 | 0 | 0  | 0  | 0  | 0 | Фінальний турнір |  | — |   |   |   |   |  |
| 2   | Польща             | 0 | 0 | 0 | 0 | 0  | 0  | 0  | 0 | Плей-оф          |  |   | — |   |   |   |  |
| 3   | Швеція             | 0 | 0 | 0 | 0 | 0  | 0  | 0  | 0 |                  |  |   |   | — |   |   |  |
| 4   | Північна Македонія | 0 | 0 | 0 | 0 | 0  | 0  | 0  | 0 |                  |  |   |   | — |   |   |  |
| 5   | Чорногорія         | 0 | 0 | 0 | 0 | 0  | 0  | 0  | 0 |                  |  |   |   |   | — |   |  |
| 6   | Вірменія           | 0 | 0 | 0 | 0 | 0  | 0  | 0  | 0 |                  |  |   |   |   |   | — |  |

### Група F
| Поз | Команда           | І | В | Н | П | ГЗ | ГП | РГ | О | Кваліфікація     |  |   |   |   |   |   |  |
| --- | ----------------- | - | - | - | - | -- | -- | -- | - | ---------------- |  | - | - | - | - | - |  |
| 1   | Німеччина         | 0 | 0 | 0 | 0 | 0  | 0  | 0  | 0 | Фінальний турнір |  | — |   |   |   |   |  |
| 2   | Грузія            | 0 | 0 | 0 | 0 | 0  | 0  | 0  | 0 | Плей-оф          |  |   | — |   |   |   |  |
| 3   | Греція            | 0 | 0 | 0 | 0 | 0  | 0  | 0  | 0 |                  |  |   |   | — |   |   |  |
| 4   | Північна Ірландія | 0 | 0 | 0 | 0 | 0  | 0  | 0  | 0 |                  |  |   |   | — |   |   |  |
| 5   | Латвія            | 0 | 0 | 0 | 0 | 0  | 0  | 0  | 0 |                  |  |   |   |   | — |   |  |
| 6   | Мальта            | 0 | 0 | 0 | 0 | 0  | 0  | 0  | 0 |                  |  |   |   |   |   | — |  |

### Група G
| Поз | Команда              | І | В | Н | П | ГЗ | ГП | РГ | О | Кваліфікація     |  |   |   |   |   |  |
| --- | -------------------- | - | - | - | - | -- | -- | -- | - | ---------------- |  | - | - | - | - |  |
| 1   | Нідерланди           | 0 | 0 | 0 | 0 | 0  | 0  | 0  | 0 | Фінальний турнір |  | — |   |   |   |  |
| 2   | Норвегія             | 0 | 0 | 0 | 0 | 0  | 0  | 0  | 0 | Плей-оф          |  |   | — |   |   |  |
| 3   | Словенія             | 0 | 0 | 0 | 0 | 0  | 0  | 0  | 0 |                  |  |   |   | — |   |  |
| 4   | Ізраїль              | 0 | 0 | 0 | 0 | 0  | 0  | 0  | 0 |                  |  |   |   | — |   |  |
| 5   | Боснія і Герцеговина | 0 | 0 | 0 | 0 | 0  | 0  | 0  | 0 |                  |  |   |   |   | — |  |

### Група H
| Поз | Команда   | І | В | Н | П | ГЗ | ГП | РГ | О | Кваліфікація     |  |   |   |   |   |  |
| --- | --------- | - | - | - | - | -- | -- | -- | - | ---------------- |  | - | - | - | - |  |
| 1   | Україна   | 0 | 0 | 0 | 0 | 0  | 0  | 0  | 0 | Фінальний турнір |  | — |   |   |   |  |
| 2   | Хорватія  | 0 | 0 | 0 | 0 | 0  | 0  | 0  | 0 | Плей-оф          |  |   | — |   |   |  |
| 3   | Угорщина  | 0 | 0 | 0 | 0 | 0  | 0  | 0  | 0 |                  |  |   |   | — |   |  |
| 4   | Туреччина | 0 | 0 | 0 | 0 | 0  | 0  | 0  | 0 |                  |  |   |   | — |   |  |
| 5   | Литва     | 0 | 0 | 0 | 0 | 0  | 0  | 0  | 0 |                  |  |   |   |   | — |  |

### Група I
| Поз | Команда  | І | В | Н | П | ГЗ | ГП | РГ | О | Кваліфікація     |  |   |   |   |   |  |
| --- | -------- | - | - | - | - | -- | -- | -- | - | ---------------- |  | - | - | - | - |  |
| 1   | Данія    | 0 | 0 | 0 | 0 | 0  | 0  | 0  | 0 | Фінальний турнір |  | — |   |   |   |  |
| 2   | Бельгія  | 0 | 0 | 0 | 0 | 0  | 0  | 0  | 0 | Плей-оф          |  |   | — |   |   |  |
| 3   | Австрія  | 0 | 0 | 0 | 0 | 0  | 0  | 0  | 0 |                  |  |   |   | — |   |  |
| 4   | Уельс    | 0 | 0 | 0 | 0 | 0  | 0  | 0  | 0 |                  |  |   |   | — |   |  |
| 5   | Білорусь | 0 | 0 | 0 | 0 | 0  | 0  | 0  | 0 |                  |  |   |   |   | — |  |